# Eranthemum purpurascens
Eranthemum purpurascens là một loài thực vật có hoa trong họ Ô rô. Loài này được Wight ex Nees mô tả khoa học đầu tiên năm 1832.